# Pendjaloemeer
Het Pendjaloemeer, beter bekend als Situ Lengkong,  is een meer in het oostelijk deel van de Preanger. Het meer bevindt zich bij de plaats Panjalu (oude spelling: Pandjaloe of Pendjaloe) in het gelijknamige onderdistrict van het regentschap Ciamis, West-Java. Het heeft een oppervlakte van ongeveer 58 hectare en ligt op een hoogte van 715 meter boven zeeniveau. In het meer ligt het eiland Nusa Gede (oude spelling: Noesa Gedeh) dat het 16 hectare grote Natuurreservaat Panjalu herbergt.
Het meer werd door Pieter Anthonie van der Lith als "schoon en visrijk" beschreven. Het meer werd door Louis Couperus in het najaar van 1921 bezocht. Hij beschreef het in zijn in 1923 als Oostwaarts gebundelde reisbrieven als stiller dan het toeristische Bagendit-meer.
Het in het meer gelegen eiland Noesa-Gedeh ("Groot eiland") wemelde indertijd van de "bètèts" (Alexanderparkieten). De kalongs, de volgens Couperus "verschrikkelijke, demonische vleêrmuizen" hingen overdag in de bomen van het eiland als "groote, roetlooze, zwarte vruchten". Zij gaven het eiland "een stemming {..} van angstige vreemdheid". Noesa-Gedeh was, zo schreef Couperus "kramat". Dat hield in dat de Javanen het eiland als heilig beschouwden.
Op de oever staat een huisje op hoge palen. In deze schrijn worden een heilige tjis en een heilig zwaard bewaard. Beiden hangen in een schrijn in het huisje en zijn in witte stof ingepakt. De twee heilige voorwerpen worden op de verjaardag van de profeet Mohammed gewassen. Onder de schrijn staat als offergave een bakje rijst.
Ooit woonde op Noesa-Gedeh een regent (Inheems bestuurder). Diens residentie of "kaboepatèn" bestond in 1921 al niet meer, maar op het eiland lagen wel de bemoste islamitische graven van de regent en diens bloedverwanten. Ook een Nederlandse assistent-resident, de heer Thilo werd in 1832 op het eiland begraven.
Couperus beschrijft Noesa-Gedeh als met dik "fulpig mos" bedekt en spookachtig. Hij logeerde in een pasangrahan, een gastenverblijf, met uitzicht op het meer.
Het schilderachtige meer werd door Ernest Dezentjé geschilderd. Er zijn ook prentenbriefkaarten en foto's van het meer in de handel.